# SpaceX CRS-14
SpaceX CRS-14, також відома як SpX-14 — місія вантажного космічного корабля Dragon до Міжнародної космічної станції, яку запустили 2 квітня 2018 року. Корабель повернувся на Землю 5 травня 2018. Політ ракети-носія компанії SpaceX здійснювався в рамках контракту Commercial Resupply Services з компанією НАСА.
Під час місії повторно використано перший ступінь ракети-носія Falcon 9 (вперше використовували у серпні 2017 для місії SpaceX CRS-12) та повторне використання корабля Dragon (вперше використано під час місії SpaceX CRS-8).

## Історія програми
На початку 2015 року НАСА і компанія SpaceX підписали додаток до контракту на три додаткові місії CRS (від CRS-13 до CRS-15).

## Корисний вантаж

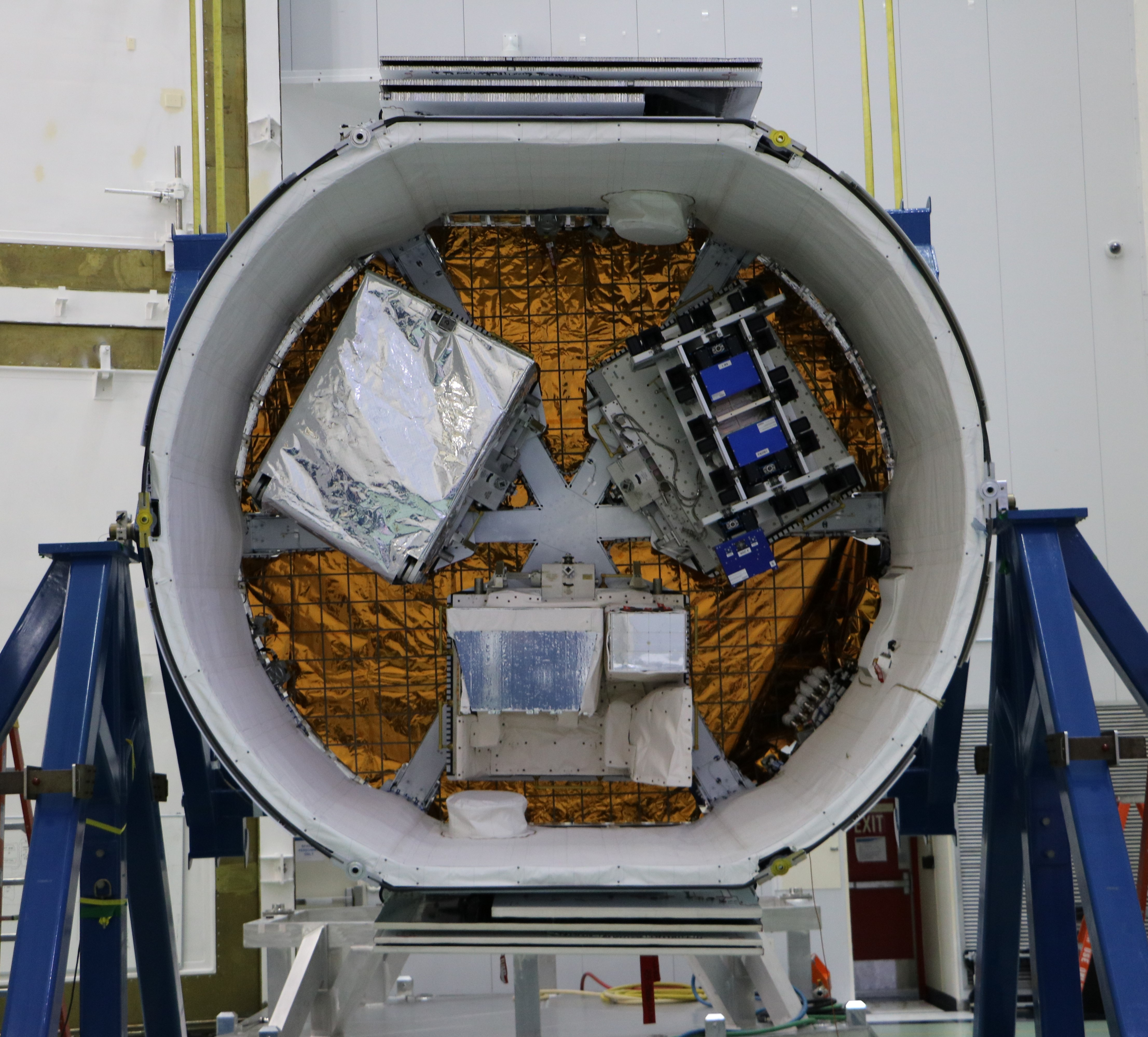
Обладнання ASIM у негерметичному контейнері

Dragon доставить до МКС 2647 кг корисного вантажу: 
У герметичному відсіку 1721 кг (з урахуванням упаковки), у тому числі:
- продукти і речі для екіпажу — 344 кг,
- матеріали для наукових досліджень — 1070 кг,
- обладнання для виходу у відкритий космос — 99 кг,
- обладнання і деталі станції — 148 кг,
- комп'ютери та комплектуючі — 49 кг,
- російський вантаж — 11 кг.

У негерметичному контейнері буде доставлено вантаж загальною масою 926 кг:
- MISSE-FF (Materials on ISS Experiment — Flight Facility) — платформа, що включає до 14 змінних модулів для розміщення на зовнішньому боці МКС зразків різноманітних матеріалів з метою вивчення впливу на них умов відкритого космосу і мікрогравітації.
- ASIM (Atmosphere-Space Interactions Monitor) — інструмент Європейського космічного агентства для вивчення феномену електричних розрядів, що виникають у верхніх шарах атмосфери і навколоземному космічному просторі. Маса обладнання становить 314 кг. Його буде розміщено на зовнішній поверхні модуля Колумбус.
- PFCS (Pump Flow Control Subassembly) — запасний компонент системи терморегуляції станції. Маса — 107 кг.

## Запуск та політ
Запуск корабля здійснено 2 квітня 2018 о 20:30 (UTC) Стикування відбулося 4 квітня о 14:00 (UTC). Корабель було пристиковано до модуля Гармонія за допомогою крана-маніпулятора Канадарм2.
5 травня 2018 здійснено успішне відстикування корабля від МКС, після чого він о 19:00 (UTC) благополучно приводнився в заданому районі Тихого океану. Dragon доставив на Землю 3800 фунтів вантажу. Серед них: матеріали досліджень, що стосуються впливу невагомості на рослини, а також на компоненти ряду медпрепаратів.

## Галерея

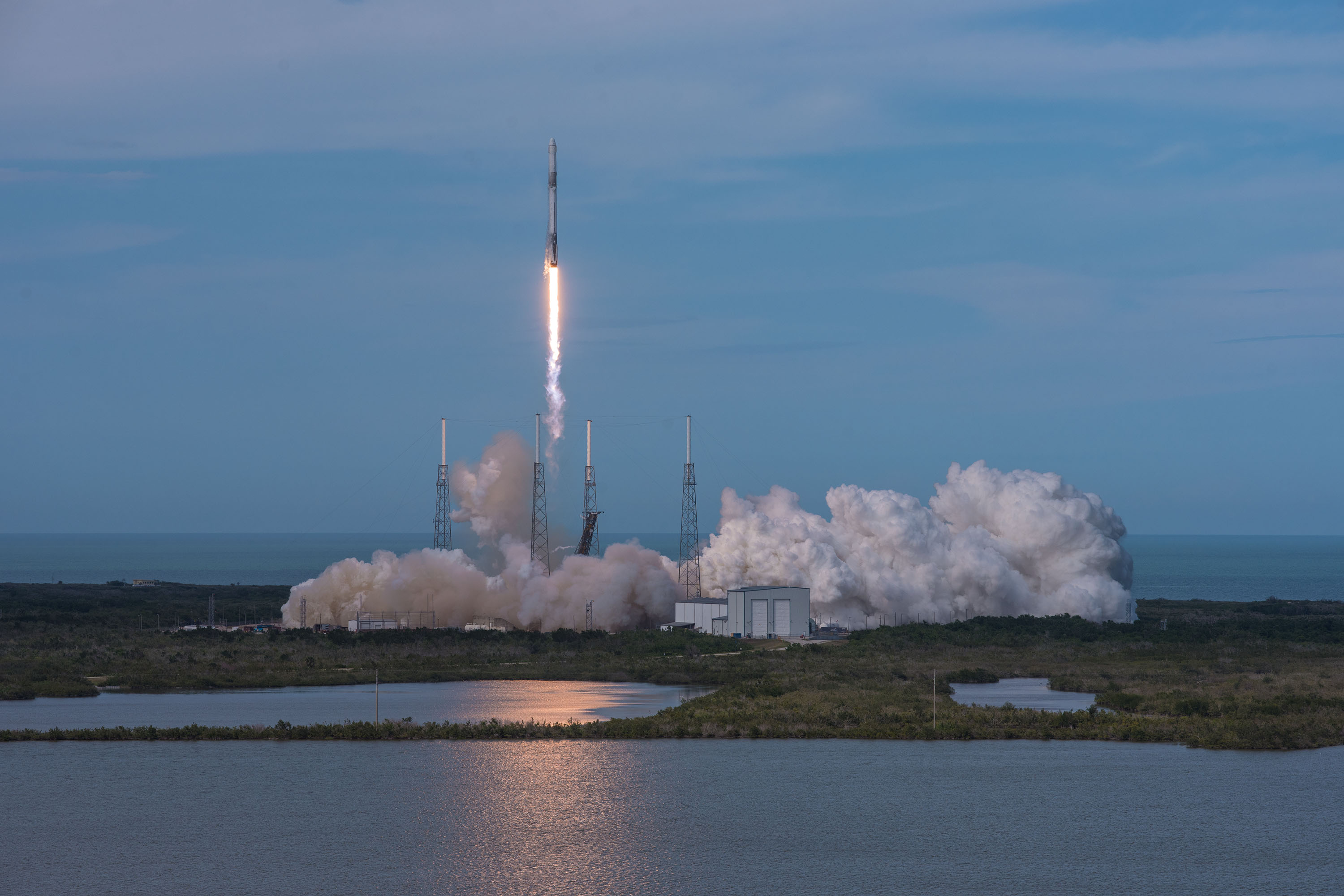
Запуск корабля
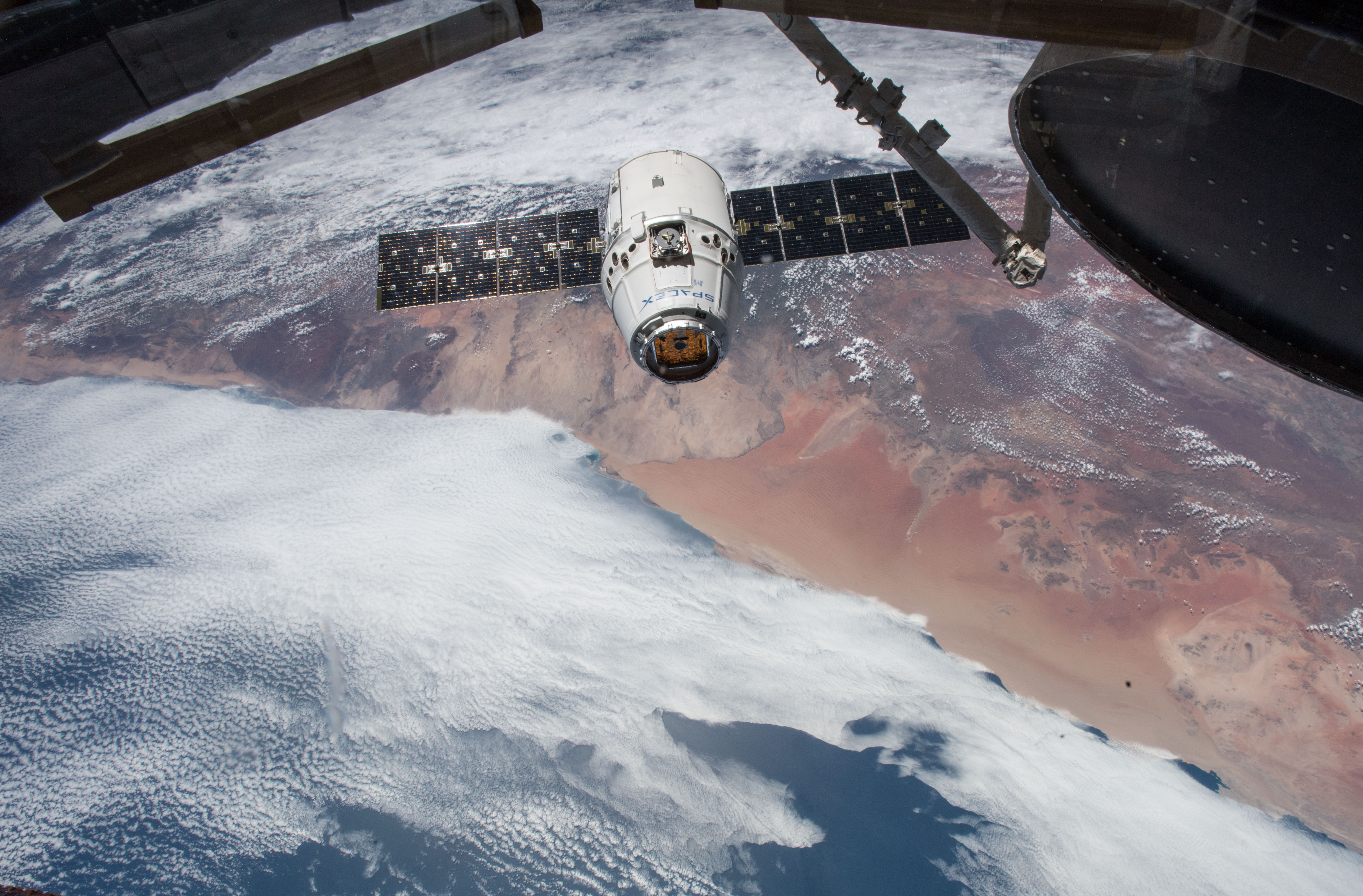
Dragon перед стикуванням з МКС